# Děti 404
Děti 404 (rusky Дети-404, anglicky Children 404) je dokumentární film autorů Askolda Kurova a Pavla Lopareva z roku 2014. 

## Původ a vznik filmu
Film vychází z internetového projektu Děti-404, který z iniciativy novinářky Jeleny Klimové na sociálních sítích Facebook a VKontakte nabízí pomoc dětem a mládeži s menšinovou sexualitou. Název iniciativy, jakož i filmu se odvýjí od číselného označení chybového hlášení, jímž webový prohlížeč oznamuje neexistující webovou stránku, což vyjadřuje společenskou neviditelnost LGBT lidí a dětí v Rusku. Sama Klimová byla počátkem roku 2014 obviněna z „propagace nekonvenčních sexuálních vztahů mezi nezletilými“ dle zákona na ochranu dětí před informacemi škodícími jejich zdraví a vývoji, jehož dodatek rozšiřující zákaz o homosexuální vztahy schválila Státní duma a podepsal prezident Putin 30. června 2013. Dne 21. února však byla Klimová soudem zproštěna obvinění.
Autoři filmu jej založili na výpovědích 45 dospívajících z Ruska, kteří se kvůli své sexuální orientaci stávají terčem diskriminace a šikany. Výraznou postavou je Pasha Romanov, který usiloval o emigraci z Ruska do Kanady a jako jediný ukázal na kameru obličej.

## Uvádění
V Rusku byl podle výpovědi tvůrců film vysílán čtyřikrát, z toho dvě projekce provázely skandály. Moskevská premiéra v dubnu 2014 byla podle Tanyi Cooper z Human Rights Watch narušena skupinou anti-gay aktivistů a nacionalistů s policisty. Kvůli probíhajícímu posuzování, zda rovněž neporušuje výše zmíněný zákon, nemohl být snímek uveden do širší ruské distribuce. Byl však již zpřístupněn na YouTube.
Film byl uveden 28. dubna 2014 na festivalu HotDocs v kanadském Torontu, a to za účasti tvůrců i hlavního protagonisty Pashi. Ten si po úspěšné emigraci změnil jméno na Justin, požádal v Kanadě o status uprchlíka a navázal na svůj aktivismus pomocí dalším ruským náctiletým gayům, aby i oni mohli odcestovat do zahraničí.
V listopadu 2014 byl snímek uveden v Praze a Brně na 15. ročníku queer filmového festivalu Mezipatra za účasti obou tvůrců, a to pod názvem Putinovy „Děti 404“. Zdejší publikum ho odměnilo cenou diváků.